# Vi på Solgläntan
Vi på Solgläntan är en svensk komedifilm från 1939. I huvudrollerna ses Dagmar Ebbesen, Rut Holm, Nils Lundell, Britta Brunius, Folke Hamrin och Carl Hagman.

## Handling
Stadsfullmäktige vill bygga en fabrik på koloniområdet Solgläntan men de stöter på hårt motstånd.

## Om filmen
Filmen hade premiär annandag jul 1939. Vi på Solgläntan har visats i SVT.

## Rollista i urval
- Dagmar Ebbesen – Agnes Johansson
- Rut Holm – Rut Månsson
- Nils Lundell – Tjär-Kalle
- Britta Brunius – Greta Månsson
- Folke Hamrin – Sten Johansson
- Julia Cæsar – Julia
- Kerstin Berger – Bettan
- Nils Hallberg – Emil, springpojke
- Sven-Eric Carlsson – Åke Johansson, springpojke
- Allan Linder – Rudolf
- Kaj Hjelm – Jerker Svensson
- Åke Grönberg – Svensson
- Wiktor "Kulörten" Andersson – Johansson
- Gustaf Lövås – Karlsson
- Carl Hagman – direktör Morell, byggmästare
- Eleonor de Floer – Lisa Morell, hans dotter
- Carl Browallius – stadsfullmäktiges ordförande
- Georg Funkquist – chef för Kemisk Tvätt
- Ivar Kåge – ledamot av stadsfullmäktige
- Torsten Hillberg – Karlin, ledamot av stadsfullmäktige
- Arne Lindblad – Seidel
- Arthur Cederborgh – kriminalpolis
- Bellan Roos – fru Svensson, Jerkers mamma
- Mona Geijer-Falkner – palsternackskund i saluhall